# Dolnośląski Szczyt
Dolnośląski Szczyt – wzgórze (wzniesienie) w paśmie Wzgórz Trzebnickich, o wysokości bezwzględnej 226,0 m n.p.m., położone w Gminie Trzebnica, powiecie trzebnickim, województwie dolnośląskim. Wzniesienie należy do mikroregionu Grzbietu Trzebnickiego, a jego obrębie Dolnośląski Szczyt położony jest w ramach Południowego Grzbietu stanowiącego część Pasma Południowego, które jest oddzielone od Pasma Północnego przebiegającą na północ od szczytu Doliną Wilczą.

## Położenie
Dolnośląski Szczyt położony jest w obrębie Wzgórz Trzebnickich, będących mezoregionem o identyfikatorze 318.44 (według regionalizacji fizycznogeograficznej opracowanej przez Jerzego Kondrackiego), należących do Wału Trzebnickiego (makroregion o indeksie 318.4). W ramach tych Wzgórz Trzebnickich wyróżnia się także mikroregion obejmujący Dolnośląski Szczyt – Grzbiet Trzebnicki (indeks 318.444). Pasmo wzniesień obejmujące to wzgórze nazywane jest Południowym Grzbietem, który stanowi z kolei część Pasma Południowego oddzielonego od Pasma Północnego doliną – Dolina Wilcza.
Pod względem podziału administracyjnego jest on położony w Gminie Trzebnica, powiecie trzebnickim, województwie dolnośląskim (zobacz: podział administracyjny województwa dolnośląskiego). Wierzchołek wzniesienia leży w obrębie ewidencyjnym wsi Węgrzynów, która znajduje się po jego stronie wschodniej. Natomiast na północ od niego znajduje się Droszów, po stronie północno-zachodniej leżą Borkowice, które objęte są granicami obszaru Gminy Oborniki Śląskie, a po stronie południowej leżą Mienice, znajdujące się już w Gminie Wisznia Mała.

## Charakterystyka
Wierzchołek Dolnośląskiego Szczytu położony jest na wysokości bezwzględnej wynoszącej 226,0 m n.p.m.. Ze szczytu rozpościera się rozległy widok w kierunku południowym, między innymi na Mienice, Równinę Oleśnicką, dolinę Odry, Wrocław, Masyw Ślęży i pasma Sudetów. Przez szczyt oraz okolicę wytyczono szlaki turystyczne, w tym piesze i szlaki rowerowe.
W zagospodarowaniu w okolicach wierzchołka wzgórza dominują użytki rolne, w tym pola uprawne i łąki, z ewentualnymi zadrzewieniami śródpolnymi i nieużytkami. Natomiast oprócz wymienionych terenów na masywie i wokół niego, szczególnie po stronie północnej w Wilczej Dolinie znajdują się niewielkie lasy (około 16 ha), w tym szczególnie na stoku północnym wzniesienia i u jego podnóża. Tu przepływa niewielki ciek wodny określany jako struga – Młynówka, nazywana także Lubniówką (prawostronny dopływ rzeki Odry, ujście w miejscowości Uraz). Znajduje się tu również przełom tej strugi – Przełom Lubniówki. Same stoki północne opisuje się jako teren o bardzo bogatej, pagórkowatej, rzeźbie terenu, z dużymi różnicami wysokości. Występują tu stoki zarówno o łagodnym, jak i o stromym nachyleniu. Tworzą one miejscami małe ale liczne jary i wąwozy osiągające miejscami głębokość wynoszącą od 30 m do 40 m. Ponadto na omawianym skłonie grzbietu znajdują się liczne mniejsze i większe urwiska, w tym największe z nich nazywane Wielkim Urwiskiem.
Pod względem budowy geologicznej omawiany teren powstał, podobnie jak całe Wzgórza Trzebnickie, z materiałów naniesionych przez wędrujący lodowiec. W ten sposób utworzony został wał moreny czołowej. Zbocza są zbudowane ze żwirów i gliny. Występują także utwory starszego pochodzenia jakimi są głównie trzeciorzędowe iły i piaski. Na powierzchni spotyka się także less, którego zwiększona podatność na erozję ułatwiła powstanie wyżej wspominanych wąwozów i mniejszych szczelin.
Także szatę roślinną wymienionych obszarów leśnych ocenia się jago stosunkowo bogatą i zróżnicowaną. Pod względem typów lasów występuje tu grąd środkowoeuropejski, w tym grąd niski przede wszystkich w pobliżu Młynówki i w dolnej części zbocza, grąd typowy porastający wyższe części stoku. Występujące tu drzewa to głównie drzewa liściaste. Ich wiek to około 80-140 lat. Pośród konkretnych gatunków wymienia się: dąb szypułkowy, grab pospolity, lipę drobnolistną, klon jawor, jesion wyniosły, a pośród drzew iglastych wymienia się świerk pospolity, który jest na tym obszarze gatunkiem obcym siedliskowo. Miejscami występują także lasy łęgowe wzdłuż wąskiego pasu meandrującej strugi, gdzie oprócz dębu szypułkowego i jesionu wyniosłego, występuje także olcha szara z domieszką innych drzew, głównie grądowych. Także jako bogatą i zróżnicowaną określa się warstwę podszytu opisanych lasów. Lasy te podlegają nadleśnictwu Oborniki Śląskie. Nie ma wprowadzonej jakiejkolwiek ochrony tych terenów. Istnieją jednak postulaty, aby taką ochronę wprowadzić. Jedna z koncepcji mówi o utworzeniu użytku ekologicznego – proponowany użytek ekologiczny „Łęg”.

## Nazwa
Nazwa własna – Dolnośląski Szczyt – jest nazwą niestandaryzowaną, gdyż została ustalona i ujęta w państwowym rejestrze nazw geograficznych na podstawie wywiadu terenowego. Odnosi się do ukształtowania terenu określonego jako wzgórze, wzniesienie. W rejestrze tym przypisano jej identyfikator: PRNG – 176409, identyfikator IIP – PL.PZGiK.320.NGRP.176409. Podaje on następujące współrzędne geograficzne punktu głównego wzniesienia: szerokość geograficzna – 51°17'20" N, długość geograficzna – 17°00'22" E. Nazwa ta została ujęta w rejestrze 16.02.2015 r..